# Tachybaptus rufolavatus
Tachybaptus rufolavatus е изчезнал вид птица от семейство Podicipedidae. Обитавал е Мадагаскар.

## Разпространение
Видът е разпространен в Мадагаскар.